# 61. ceremonia wręczenia nagród Brytyjskiej Akademii Filmowej
61. ceremonia rozdania nagród Brytyjskiej Akademii Sztuk Filmowych i Telewizyjnych miała miejsce 10 lutego 2008 roku. Nominacje do nagród zostały ogłoszone 16 stycznia.

## Laureaci i nominowani

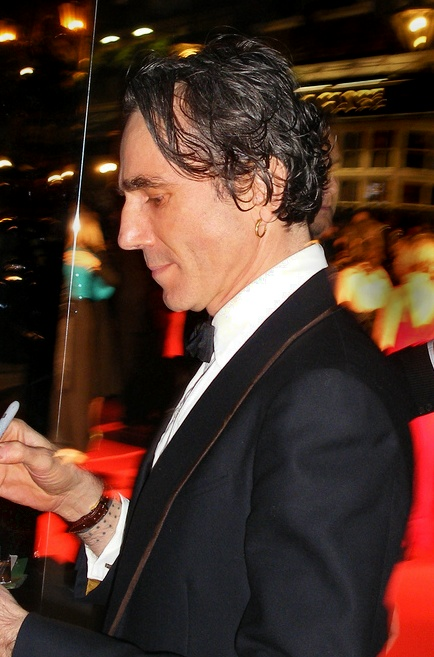
Daniel Day-Lewis, laureat BAFTY za film Aż poleje się krew

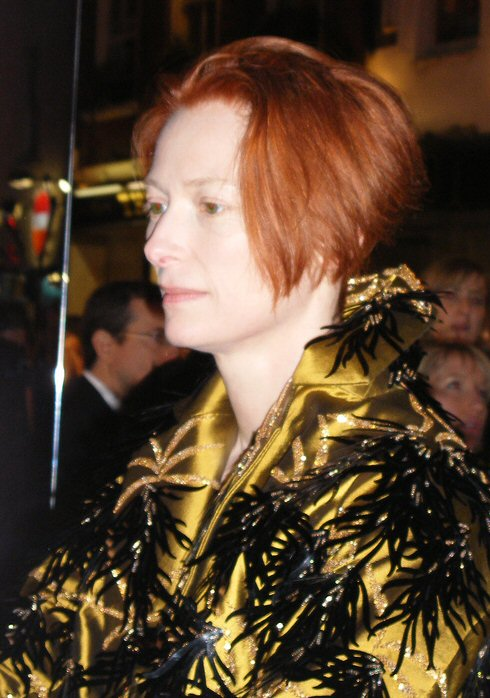
Tilda Swinton, laureatka BAFTY za film Michael Clayton

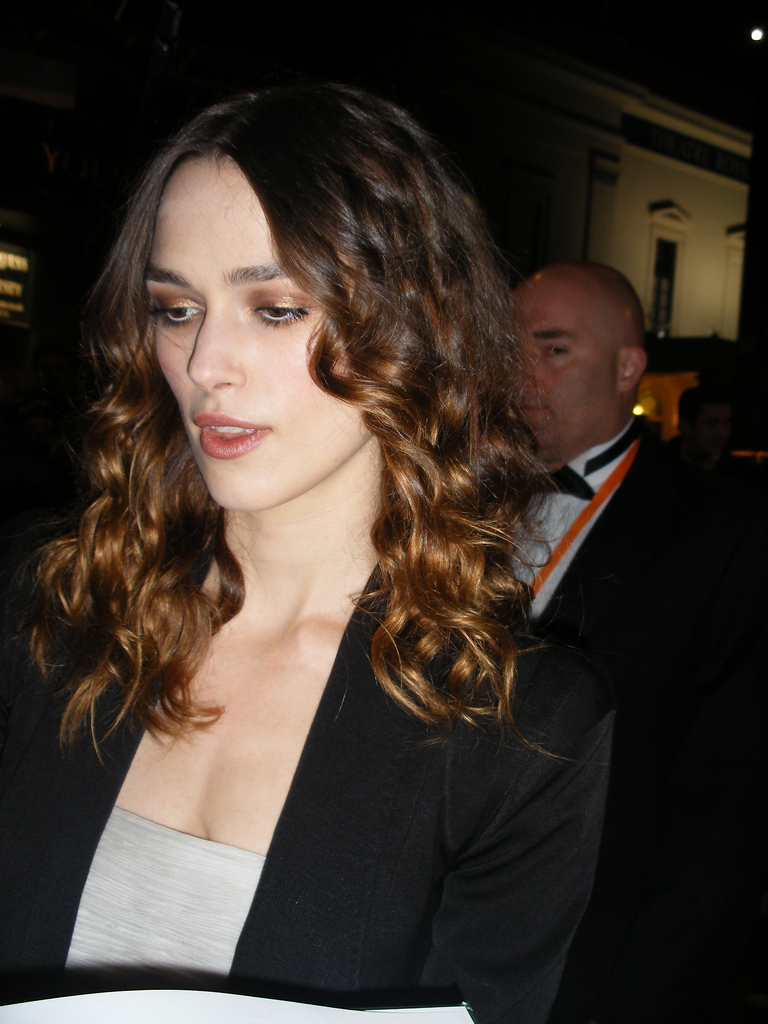
Keira Knightley, nominowana za rolę w filmie Pokuta

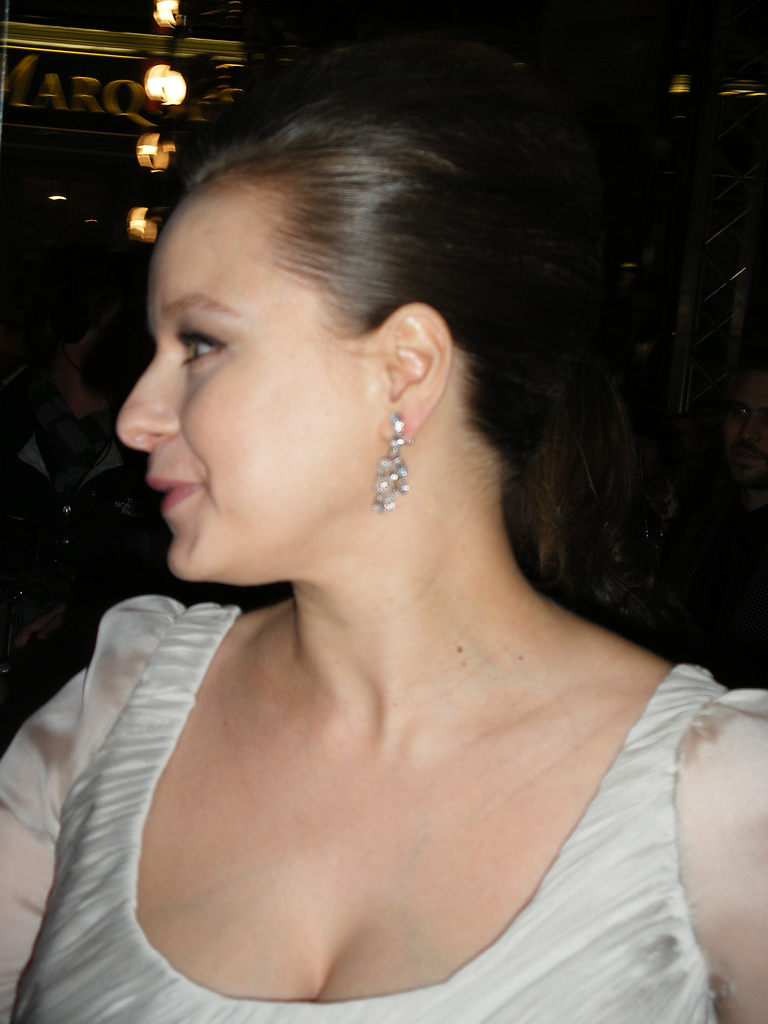
Samantha Morton, nominowana za rolę w filmie Control

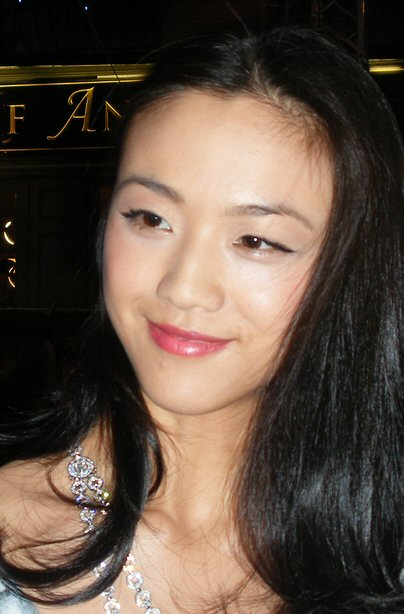
Tang Wei, nominowana za debiut w filmie Ostrożnie, pożądanie

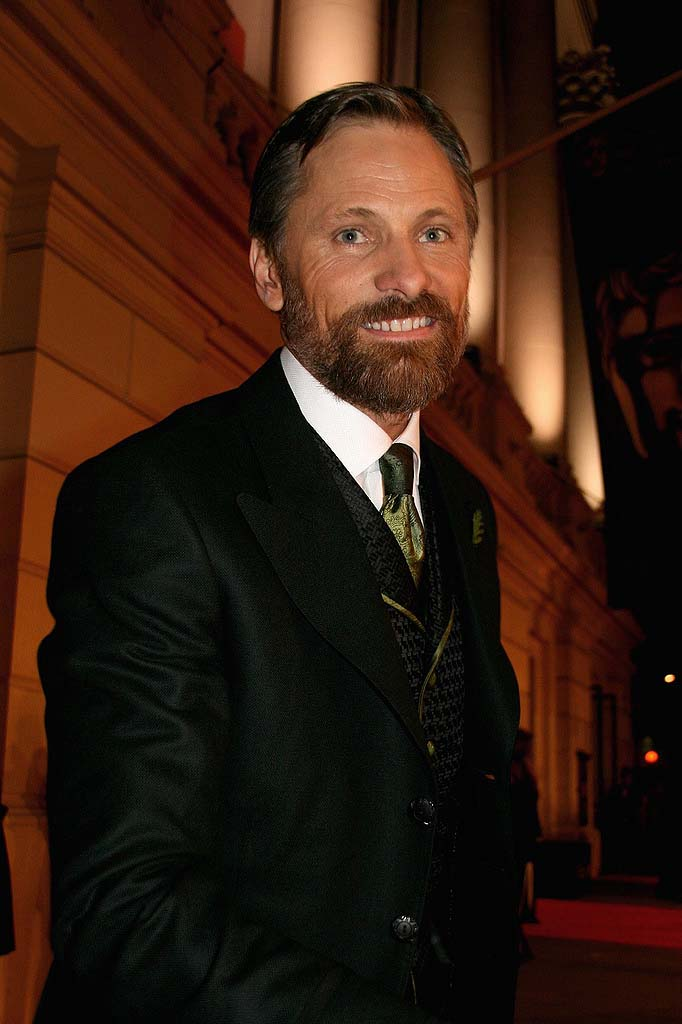
Viggo Mortensen, nominowany za rolę w filmie Wschodnie obietnice

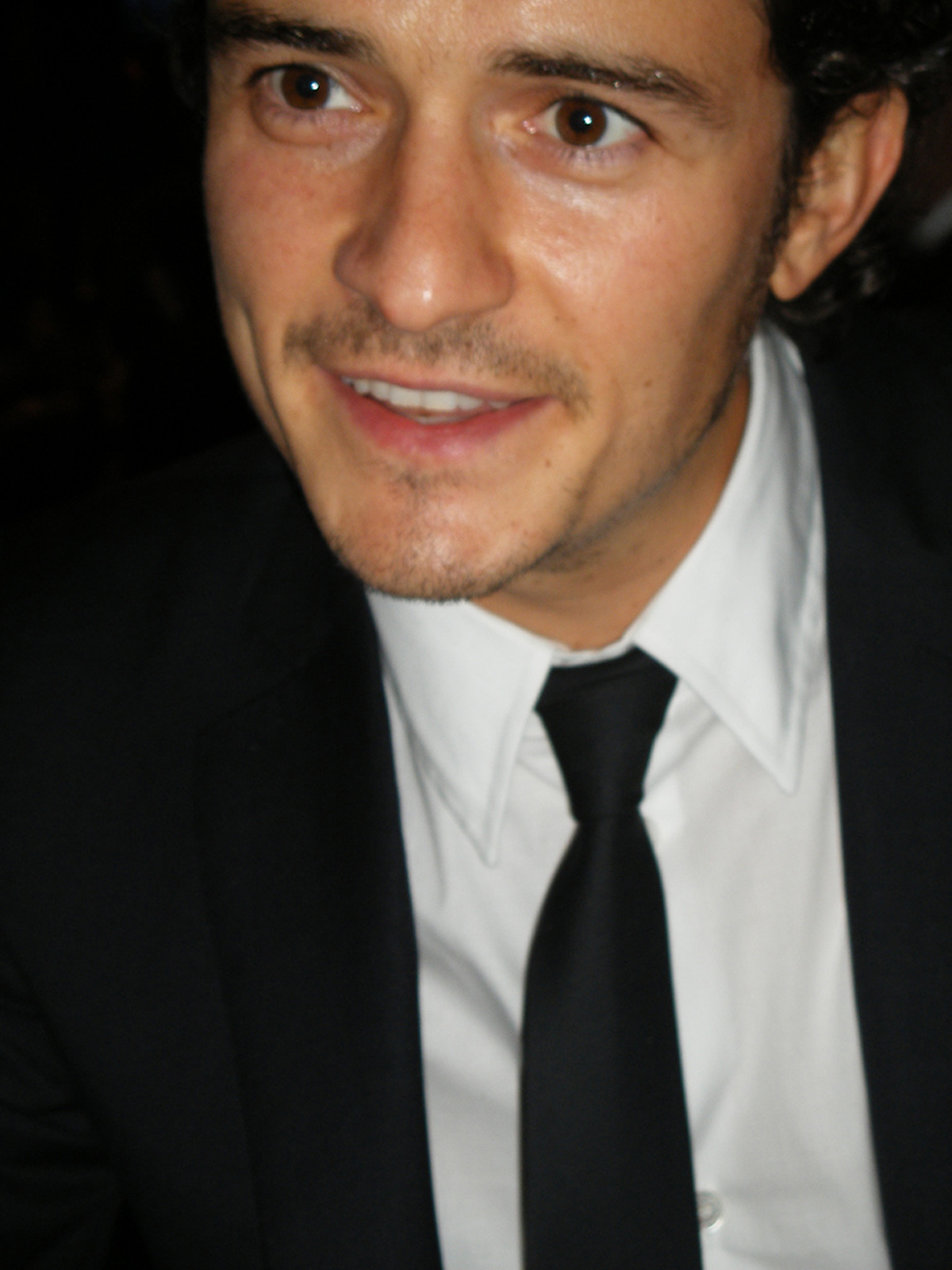
Orlando Bloom przed ceremonią

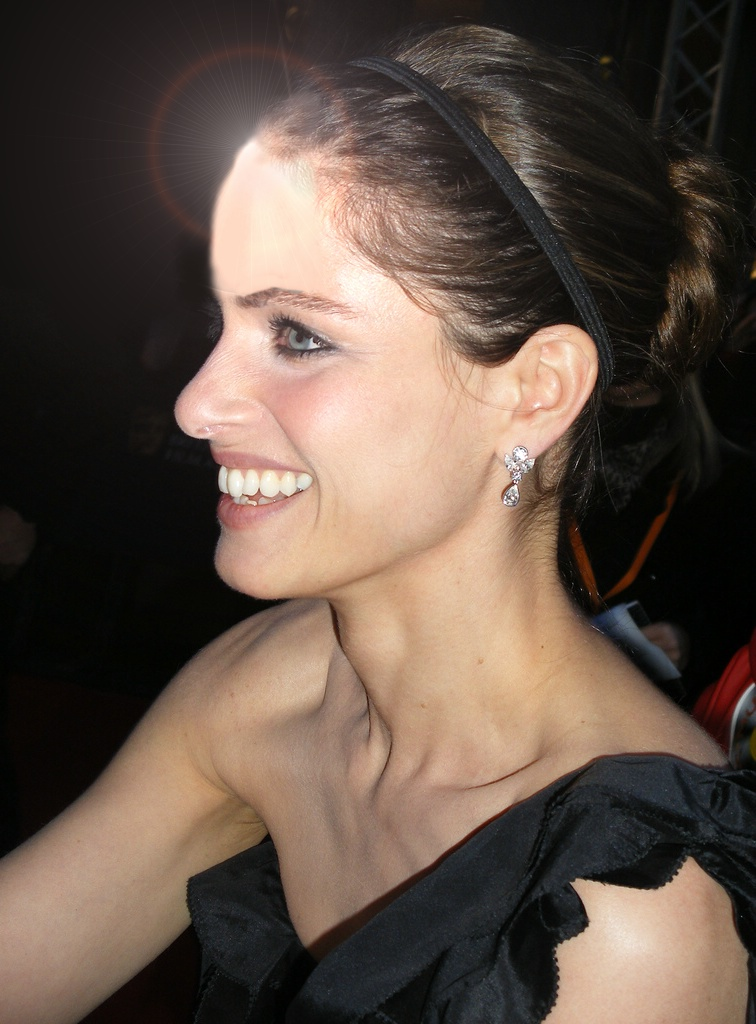
Amanda Peet, przed ceremonią rozdaje autografy

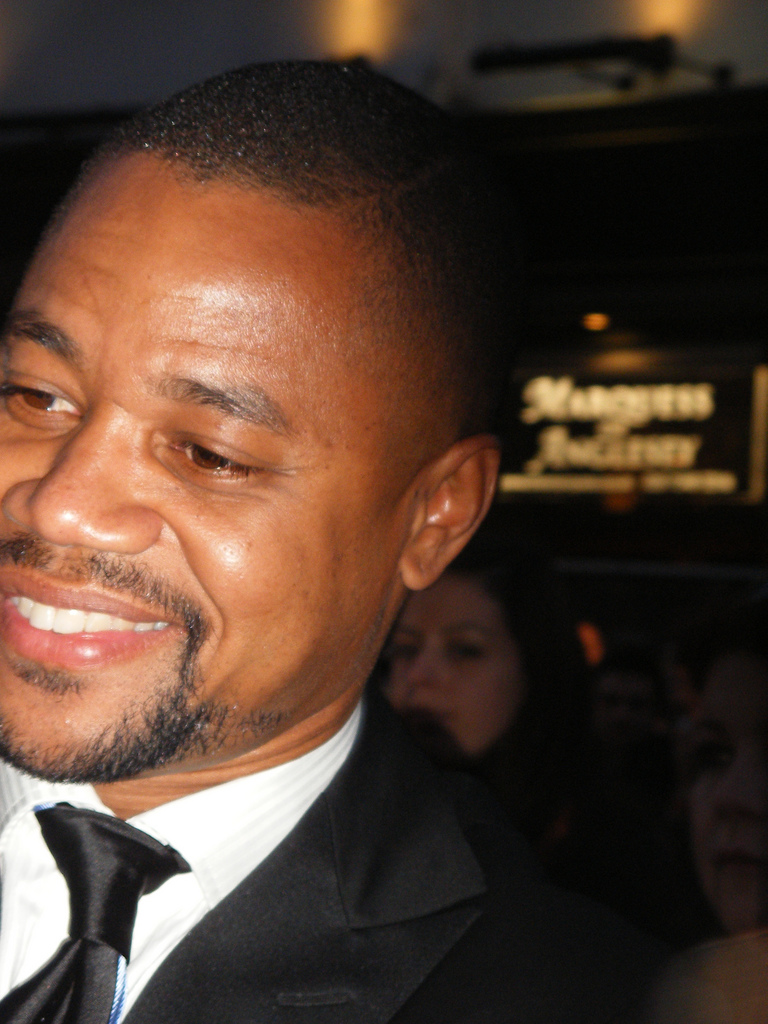
Cuba Gooding Jr. na czerwonym dywanie

Laureaci nagród wyróżnieni są wytłuszczeniem

### Najlepszy film
- Pokuta
- Amerykański gangster
- Życie na podsłuchu
- To nie jest kraj dla starych ludzi
- Aż poleje się krew

### Najlepszy brytyjski film
- To właśnie Anglia
- Pokuta
- Ultimatum Bourne’a
- Control
- Wschodnie obietnice

### Najlepszy film zagraniczny
- Życie na podsłuchu, Niemcy
- Motyl i skafander, Francja/USA
- Chłopiec z latawcem, USA
- Niczego nie żałuję – Edith Piaf, Francja
- Ostrożnie, pożądanie, Hongkong/Tajwan

### Najlepszy reżyser
- Joel i Ethan Coenowie – To nie jest kraj dla starych ludzi
- Joe Wright – Pokuta
- Paul Greengrass – Ultimatum Bourne’a
- Florian Henckel von Donnersmarck – Życie na podsłuchu
- Paul Thomas Anderson – Aż poleje się krew

### Najlepszy aktor
- Daniel Day-Lewis – Aż poleje się krew
- George Clooney – Michael Clayton
- James McAvoy – Pokuta
- Viggo Mortensen – Wschodnie obietnice
- Ulrich Mühe – Życie na podsłuchu

### Najlepsza aktorka
- Marion Cotillard – Niczego nie żałuję – Edith Piaf
- Cate Blanchett – Elizabeth: Złoty wiek
- Julie Christie – Daleko od niej
- Keira Knightley – Pokuta
- Ellen Page – Juno

### Najlepszy aktor drugoplanowy
- Javier Bardem – To nie jest kraj dla starych ludzi
- Paul Dano – Aż poleje się krew
- Tommy Lee Jones – To nie jest kraj dla starych ludzi
- Philip Seymour Hoffman – Wojna Charliego Wilsona
- Tom Wilkinson – Michael Clayton

### Najlepsza aktorka drugoplanowa
- Tilda Swinton – Michael Clayton
- Cate Blanchett – I’m Not There
- Kelly Macdonald – To nie jest kraj dla starych ludzi
- Samantha Morton – Control
- Saoirse Ronan – Pokuta

### Najlepszy film animowany
- Ratatuj
- Shrek Trzeci
- Simpsonowie: Wersja kinowa

### Najlepszy scenariusz adaptowany
- Motyl i skafander – Ronald Harwood
- Pokuta – Christopher Hampton
- Chłopiec z latawcem – David Benioff
- To nie jest kraj dla starych ludzi – Ethan i Joel Coen
- Aż poleje się krew – Paul Thomas Anderson

### Najlepszy scenariusz oryginalny
- Juno – Diablo Cody
- Amerykański gangster – Steven Zaillian
- Życie na podsłuchu – Florian Henckel von Donnersmarck
- Michael Clayton – Tony Gilroy
- To właśnie Anglia – Shane Meadows

### Najlepsza muzyka
- Niczego nie żałuję – Edith Piaf – Christopher Gunning
- Amerykański gangster – Marc Streitenfeld
- Pokuta – Dario Marianelli
- Chłopiec z latawcem – Alberto Iglesias
- Aż poleje się krew – Jonny Greenwood

### Najlepsze zdjęcia
- To nie jest kraj dla starych ludzi – Roger Deakins
- Amerykański gangster – Harris Savides
- Pokuta – Seamus McGarvey
- Ultimatum Bourne’a – Oliver Wood
- Aż poleje się krew – Robert Elswit

### Najlepszy montaż
- Ultimatum Bourne’a – Christopher Rouse
- Amerykański gangster – Pietro Scalia
- Pokuta – Paul Tothill
- Michael Clayton – John Gilroy
- To nie jest kraj dla starych ludzi – Roderick Jaynes

### Najlepsza scenografia
- Pokuta – Sarah Greenwood, Katie Spencer
- Elizabeth: Złoty wiek – Guy Hendrix Dyas, Richard Roberts
- Harry Potter i Zakon Feniksa – Stuart Craig, Stephenie McMillan
- Aż poleje się krew – Jack Fisk, Jim Erickson
- Niczego nie żałuję – Edith Piaf – Olivier Raoux, Stanislas Reydellet

### Najlepsze kostiumy
- Niczego nie żałuję – Edith Piaf – Marit Allen
- Pokuta – Jacqueline Durran
- Elizabeth: Złoty wiek – Alexandra Byrne
- Ostrożnie, pożądanie – Pan Lai
- Sweeney Todd: Demoniczny golibroda z Fleet Street – Colleen Atwood

### Najlepszy dźwięk
- Ultimatum Bourne’a – Kirk Francis, Scott Millan, Dave Parker, Karen Baker Landers, Per Hallberg
- Pokuta – Danny Hambrook, Paul Hamblin, Catherine Hodgson, Becki Ponting
- To nie jest kraj dla starych ludzi – Peter Kurland, Skip Lievsay, Craig Berkey, Greg Orloff
- Aż poleje się krew – Christopher Scarabosio, Matthew Wood, John Pritchett, Michael Semanick, Tom Johnson
- Niczego nie żałuję – Edith Piaf – Laurent Zeilig, Pascal Villard, Jean-Paul Hurier, Marc Doisne

### Najlepsze efekty specjalne
- Złoty kompas – Michael Fink, Bill Westenhofer, Ben Morris, Trevor Woods
- Ultimatum Bourne’a – Peter Chiang, Charlie Noble, Mattias Lindahl, Joss Williams
- Harry Potter i Zakon Feniksa – Tim Burke, John Richardson, Emma Norton, Chris Shaw
- Piraci z Karaibów: Na krańcu świata – John Knoll, Charles Gibson, Hal Hickel, John Frazier
- Spider-Man 3 – Scott Stokdyk, Peter Nofz, Kee-Suk Ken Hahn, John Frazier, Spencer Cook

### Najlepsza charakteryzacja i fryzury
- Niczego nie żałuję – Edith Piaf – Jan Archibald, Didier Lavergne
- Pokuta – Ivana Primorac
- Elizabeth: Złoty wiek – Jenny Shircore
- Lakier do włosów – Judi Cooper Sealy, Jordan Samuel
- Sweeney Todd: Demoniczny golibroda z Fleet Street – Ivana Primorac, Peter Owen

### Najlepszy krótkometrażowy film animowany
- The Pearce Sisters – Jo Allen, Luis Cook
- Head Over Heels – Osbert Parker, Fiona Pitkin, Ian Gouldstone
- The Crumblegiant – Pearse Moore, John McCloskey

### Najlepszy film krótkometrażowy
- Dog Altogether – Diarmid Scrimshaw, Paddy Considine
- Hesitation – Julien Berlan, Michelle Eastwood, Virginia Gilbert
- The One and Only Herb McGwyer Plays Wallis Island – Charlie Henderson, James Griffiths, Tim Key, Tom Basden
- Soft – Jane Hooks, Simon Ellis
- The Stronger – Dan McCulloch, Lia Williams, Frank McGuinness

### Nagroda dla wschodzącej gwiazdy (głosy publiczności)
- Shia LaBeouf
- Sienna Miller
- Ellen Page
- Sam Riley
- Tang Wei

### Nagroda Carla Foremana
(dla debiutujących reżyserów, scenarzystów i producentów)
- Matt Greenhalgh – Control (scenarzysta)
- Chris Atkins – Bezprawie demokracji (reżyser/scenarzysta)
- Mia Bays – Scott Walker: 30 Century Man (producentka)
- Sarah Gavron – Brick Lane (reżyserka)
- Andrew Piddington – The Killing of John Lennon (reżyser/scenarzysta)

## Podsumowanie nominacji
Podliczenie ogłoszonych nominacji (ograniczenie do 2)
- 14 – Pokuta
- 9 – Aż poleje się krew
- 8 – To nie jest kraj dla starych ludzi
- 7 – Niczego nie żałuję – Edith Piaf
- 6 – Ultimatum Bourne’a
- 5 – Amerykański gangster
- 4 – Elizabeth: Złoty wiek
- 4 – Michael Clayton
- 4 – Życie na podsłuchu
- 3 – Control
- 3 – Chłopiec z latawcem
- 2 – Wschodnie obietnice
- 2 – Harry Potter i Zakon Feniksa
- 2 – Juno
- 2 – Ostrożnie, pożądanie
- 2 – Sweeney Todd: Demoniczny golibroda z Fleet Street
- 2 – Motyl i skafander
- 2 – To właśnie Anglia